# Moshi Moshi
Moshi Moshi – pierwszy album wrocławskiego zespołu Őszibarack nagrany dla wytwórni 2-47 Records. "Moshi moshi" to japońskie słowo odpowiadające polskiemu "halo" przy rozpoczęciu rozmowy telefonicznej.

## Lista utworów
1. Polinka - 4:23
2. Skirts up! - 2:20
3. It is so Japanese - 4:24
4. Radioszi - 3:21
5. Let it be a spell - 4:48
6. I don't want nothing more - 3:05
7. Moshi moshi - 3:56
8. Tapatufa (bob) - 2:41
9. Loli-pop - 4:08
10. Made of ice - 3:10
11. First station (I miss you) - 3:24
12. So close, so far away - 2:20
13. Kutayi - 5:24

## Single
- Skirts up!
- Moshi Moshi